# شکارچیان شیاطین کی‌پاپ
شکارچیان شیاطین کی‌پاپ (انگلیسی: KPop Demon Hunters) یک فیلم پویانمایی موزیکال فانتزی آمریکایی محصول سال ۲۰۲۵ است که توسط شرکت سونی پیکچرز انیمیشن تولید و توسط نتفلیکس منتشر شده است. این فیلم به کارگردانی مگی کانگ و کریس اپلهانس ساخته شده و فیلم‌نامهٔ آن را کانگ، اپلهانس، هانا مک‌مکان و دانیا جیمنز بر اساس داستانی از کانگ نوشته‌اند. از جمله صداپیشگان این فیلم می‌توان به آردن چو، آن هیو سوپ، می هونگ، جی‌یونگ یو، یونجین کیم، دنیل دای کیم، کن جونگ و لی بیونگ هون اشاره کرد. داستان فیلم دربارهٔ یک گروه دخترانه خیالی کی‌پاپ به نام هانتریکس (Huntr/x) است که در زندگی روزمرهٔ خود نقش شکارچیان شیاطین را ایفا می‌کنند و در مقابل گروه پسرانهٔ رقیبی قرار می‌گیرند که اعضای آن در واقع شیاطین مخفی هستند. شکارچیان شیاطین کی‌پاپ در ۲۰ ژوئن ۲۰۲۵ در نتفلیکس منتشر شد و نقدهای مثبتی دریافت کرد که در آن‌ها به انیمیشن، سبک بصری، بازی صدای هنرمندان، طنز و موسیقی فیلم تمجید شده است.

## صداپیشگان
- آردن چو در نقش رومی، خوانندهٔ اصلی و لیدر گروه هانتریکس (Huntr/x) که در نبردها از شمشیر ساین‌گوم استفاده می‌کند. او در ابتدا به عنوان یک شکارچی شیطان معرفی می‌شود، اما بعدها مشخص می‌گردد که نیمه‌شیطان است؛ فرزند یک شیطان و مادر درگذشته‌اش ریو می یونگ، شکارچی و ستارهٔ کی پاپ گروه سان‌لایت سیسترز.
  - ئی‌جِی آواز رومی را اجرا می‌کند.
  - رومی اوک در نقش کودکی رومی و یک هوادار نوجوان
- آن هیو سوپ در نقش جینو، لیدر گروه ساجا بویز، که شیطانی با گذشته‌ای تلخ و پررمزوراز است.
  - اندرو چوی آواز جینو را اجرا می‌کند.
- می هونگ در نقش میرا، ویژوال و رقصندهٔ اصلی گروه هانتریکس که در نبردها از سلاح وول‌دو استفاده می‌کند. او در اعماق وجود خود باور دارد که به دلیل گذشته‌اش به عنوان «فرزند مسئله‌دار»، شایستهٔ داشتن خانواده یا دوستان نیست.
  - آدری نونا آواز میرا را اجرا می‌کند.
- جی‌یونگ یو در نقش زویی، رپر اصلی و مکنهٔ گروه هانتریکس، که در نبرد از چاقوهای پرتابی استفاده می‌کند. زویی دختری کره‌ای آمریکایی است که در بربنک، کالیفرنیا، ایالات متحده بزرگ شده و درگیر احساس ناامنی نسبت به نقش خود در زندگی دوستانش است.
  - ری آمی آواز زویی را اجرا می‌کند.
- یونجین کیم در نقش سلین، مادرخواندهٔ رومی و شکارچی شیطان سابق که در گذشته همراه با مادر رومی جنگیده است. او به شدت در اندیشهٔ نابودی کامل شیاطین است و ذهنیتی سیاه و سفید دارد و هیچ باوری به نواحی خاکستری ندارد.
  - لیا سالونگا آواز سلین را اجرا می‌کند.
- جوئل کیم بوستر در نقش در نقش رومنس ساجا، مجری ورایتی شو و مجری آیدل اوارد شو.
  - ساموئل لی آواز رومنس ساجا را اجرا می‌کند.
- آلن لی در نقش میستری ساجا
  - کوین وو آواز میستری ساجا را اجرا می‌کند.
- سونگ‌وون چو در نقش ای‌بی‌اس «ابی» ساجا
  - نِک‌ویو آواز ای‌بی‌اس «ابی» ساجا را اجرا می‌کند.
- دنی چونگ در نقش بیبی ساجا
- لیزا کوشی در نقش مجری
- دنیل دای کیم در نقش شفاگر هان، پزشکی عجیب که توانایی «دیدن» مشکلات بیماران خود را دارد.
- کن جونگ در نقش بابی، مدیر برنامه و مسئول روابط عمومی اصلی گروه هانتریکس
- لی بیونگ هون در نقش گی ما، پادشاه شیاطین که بشریت را با ضعف‌ها و ناامنی‌های درونی فاسد می‌سازد. لی بیونگ هون همچنین صداپیشگی این نقش را در نسخهٔ دوبله‌شدهٔ کره‌ای نیز بر عهده دارد.

## انتشار
زمان اعلام اولیهٔ فیلم در مارس ۲۰۲۱ بود و در آن زمان برنامه زمانی مشخصی برای اکران تعیین نشده بود. در همان ماه، اعلام شد که فیلم به صورت سینمایی منتشر خواهد شد. در آوریل ۲۰۲۲ گزارش شد که نتفلیکس برای فیلم ثبت رسمی انجام داده است. در فوریه ۲۰۲۳، مدیرعامل سونی پیکچرز، تام راثمن، در مصاحبه‌ای با بیزنس اینسایدر تأیید کرد که فیلم قرار است در این پلتفرم منتشر شود. در ژوئن ۲۰۲۴ اعلام شد که فیلم در سال ۲۰۲۵ اکران خواهد شد. در آوریل ۲۰۲۵، یک انیماتور اعلام کرد که فیلم در ماه ژوئن منتشر خواهد شد و در همان ماه، تاریخ رسمی انتشار ۲۰ ژوئن ۲۰۲۵ اعلام گردید.